# 马基铭
马基铭（1927年—），男，回族，河南开封人，中国体育工作者，曾任中国民主同盟河南省委员会副主任委员，第七、八届全国政协委员。